# Liste des secrétaires généraux de l'OPEP
 (février 2024).
Si vous disposez d'ouvrages ou d'articles de référence ou si vous connaissez des sites web de qualité traitant du thème abordé ici, merci de compléter l'article en donnant les références utiles à sa vérifiabilité et en les liant à la section « Notes et références ».
 (mars 2023).
La mise en forme du texte ne suit pas les recommandations de Wikipédia : il faut le « wikifier ».
Les points d'amélioration suivants sont les cas les plus fréquents. Le détail des points à revoir est peut-être précisé sur la page de discussion.
- Les titres sont pré-formatés par le logiciel. Ils ne sont ni en capitales, ni en gras.
- Le texte ne doit pas être écrit en capitales (les noms de famille non plus), ni en gras, ni en italique, ni en « petit »…
- Le gras n'est utilisé que pour surligner le titre de l'article dans l'introduction, une seule fois.
- L'italique est rarement utilisé : mots en langue étrangère, titres d'œuvres, noms de bateaux, etc.
- Les citations ne sont pas en italique mais en corps de texte normal. Elles sont entourées par des guillemets français : « et ».
- Les listes à puces sont à éviter, des paragraphes rédigés étant largement préférés. Les tableaux sont à réserver à la présentation de données structurées (résultats, etc.).
- Les appels de note de bas de page (petits chiffres en exposant, introduits par l'outil «  Source ») sont à placer entre la fin de phrase et le point final[comme ça].
- Les liens internes (vers d'autres articles de Wikipédia) sont à choisir avec parcimonie. Créez des liens vers des articles approfondissant le sujet. Les termes génériques sans rapport avec le sujet sont à éviter, ainsi que les répétitions de liens vers un même terme.
- Les liens externes sont à placer uniquement dans une section « Liens externes », à la fin de l'article. Ces liens sont à choisir avec parcimonie suivant les règles définies. Si un lien sert de source à l'article, son insertion dans le texte est à faire par les notes de bas de page.
- La présentation des références doit suivre les conventions bibliographiques. Il est recommandé d'utiliser les modèles {{Ouvrage}}, {{Chapitre}}, {{Article}}, {{Lien web}} et/ou {{Bibliographie}}. Le mode d'édition visuel peut mettre en forme automatiquement les références.
- Insérer une infobox (cadre d'informations à droite) n'est pas obligatoire pour parachever la mise en page.

Pour une aide détaillée, merci de consulter Aide:Wikification.
Si vous pensez que ces points ont été résolus, vous pouvez retirer ce bandeau et améliorer la mise en forme d'un autre article.
Vous trouverez ci-dessous une liste avec chaque secrétaire général de l'Organisation des pays exportateurs de pétrole (OPEP), basée sur les publications officielles de l'organisation. Le secrétaire général est le directeur général de l'OPEP .
| N°  | Nom                                                            | Pays                | Détention                          |
| --- | -------------------------------------------------------------- | ------------------- | ---------------------------------- |
| 01  | Fuad Rouhani                                                   | Iran                | 21 janvier 1961 – 30 avril 1964    |
| 02  | Abd al-Rahman al-Bazzaz                                        | Irak                | 1er mai 1964 – 30 avril 1965       |
| 03  | Ashraf T. Lutfi                                                | Koweït              | 1er mai 1965 – 31 décembre 1966    |
| 04  | Mohammad Saleh Joukhdar                                        | Arabie saoudite     | janvier 1967 – 31 décembre 1967    |
| 05  | Francisco R. Parra                                             | Venezuela           | janvier 1968 – 31 décembre 1968    |
| 06  | Elrich Sanger                                                  | Indonésie           | janvier 1969 – 31 décembre 1969    |
| 07  | Omar el-Badri                                                  | Libye               | janvier 1970 – 31 décembre 1970    |
| 08  | Nadim al-Pachachi                                              | Émirats arabes unis | janvier 1971 – 31 décembre 1972    |
| 09  | Abderrahman Khène                                              | Algérie             | janvier 1973 – 31 décembre 1974    |
| 10  | M.O. Feyide                                                    | Nigeria             | janvier 1975 – 31 décembre 1976    |
| 11  | Ali M. Jaidah                                                  | Qatar               | janvier 1977 – 31 décembre 1978    |
| 12  | René G. Ortiz                                                  | Ecuador             | janvier 1979 – 30 juin 1981        |
| 13  | Marc Saturnin Nan Nguéma                                       | Gabon               | 1er juillet 1981 - 30 juin 1983    |
| 14. | Mana Al Otaiba[5- alpha 3]                                     | Émirats arabes unis | 19 juillet 1983 - 31 décembre 1983 |
| 15  | Kamel Hassan Maghur                                            | Libye               | janvier 1984 – 31 octobre 1984     |
| 16  | Subroto[estric-alpha 3]                                        | Indonésie           | 31 octobre 1984 - 9 décembre 1985  |
| 17  | Arturo Hernández Grisanti[superior -alpha 3][incompréhensible] | Venezuela           | janvier 1986 - 30 juin 1986        |
| 18  | Rilwanu Lukman                                                 | Nigeria             | 1er juillet 1986 - 30 juin 1988    |
| 19  | Subroto                                                        | Indonésie           | 1er juillet 1988 - 30 juin 1994    |
| 20  | Abdallah Salem el-Badri                                        | Libye               | 1er juillet 1994-31 décembre 1994  |
| 21  | Rilwanu Lukman                                                 | Nigeria             | janvier 1995-31 décembre 2000      |
| 22  | Ali Rodríguez Araque                                           | Venezuela           | janvier 2001 – 30 juin 2002        |
| 23  | Álvaro Silva Calderón                                          | Venezuela           | juillet 2002-31 décembre 2003      |
| 24  | Purnomo Yusgiantoro                                            | Indonésie           | janvier 2004 – 31 décembre 2004    |
| 25  | Ahmed Al-Fahad Al-Ahmed Al-Sabah                               | Koweït              | janvier 2005-31 décembre 2005      |
| 26  | Edmund Daukoru                                                 | Nigeria             | janvier 2006 – 31 décembre 2006    |
| 27  | Abdallah Salem el-Badri                                        | Libye               | Janvier 2007 – 31 juillet 2016     |
| 28  | Mohammed Barkindo [estric-alpha 4][incompréhensible]           | Nigeria             | 1er août 2016 – 5 juillet 2022     |
| 29  | Haitham al-Ghais                                               | Koweït              | 5 juillet 2022                     |